# Leggadina
Leggadina är ett släkte av gnagare som ingår i familjen råttdjur.
Dessa råttdjur når en kroppslängd (huvud och bål) av 60 till 100 mm och en svanslängd av 40 till 69 mm. De väger mellan 15 och 25 g. Den mera styva pälsen har på ovansidan en gulbrun till brun färg och undersidan är vitaktig. Arterna har korta breda öron.
Medlemmarna av släktet förekommer i Australien. De vistas i torra gräsmarker och buskskogar. Födan utgörs av gröna växtdelar och frön. Vätskebehovet täcks längre tider endast med födan. Individerna är aktiva på natten och vilar i självgrävda bon som består av två tunnlar och en större kammare. Boet ligger cirka 15 cm under markytan och fodras med gräs. Parningen sker efter den australiska vintern. Dräktigheten varar cirka 30 dagar och sedan föds två till fyra ungar.
IUCN listar båda arter som livskraftig (LC).
Kladogram enligt Catalogue of Life och Wilson & Reeder (2005):
| Leggadina | \| \| Leggadina forresti \| \| \| \| \| \| Leggadina lakedownensis \| \| \| \| |
|           | \| \| Leggadina forresti \| \| \| \| \| \| Leggadina lakedownensis \| \| \| \| |
|           | Leggadina forresti                                                             |
|           |                                                                                |
|           | Leggadina lakedownensis                                                        |
|           |                                                                                |